# Unité centrale
Pour les articles homonymes, voir UC.
Ne doit pas être confondu avec l'unité centrale de traitement (UCT) et le boîtier.
L'UC (Unité centrale) désigne l’ensemble opérationnel et constitutif d'un ordinateur monté dans un châssis. Elle se compose au minimum des éléments essentiels à son fonctionnement tels qu'une alimentation, un générateur d'horloge, une unité centrale de traitement, une mémoire centrale et une unité d'entrées-sorties.
Les différents éléments de l'unité centrale étaient auparavant câblés point à point (en) directement sur le châssis. Depuis l'invention du microcontrôleur, les composants sont répartis sur plusieurs supports électroniques branchés sur un fond de panier. Actuellement, ces composants sont généralement disposés sur une carte principale, un circuit imprimé appelé carte mère.

## Histoire et terminologie

### Origine

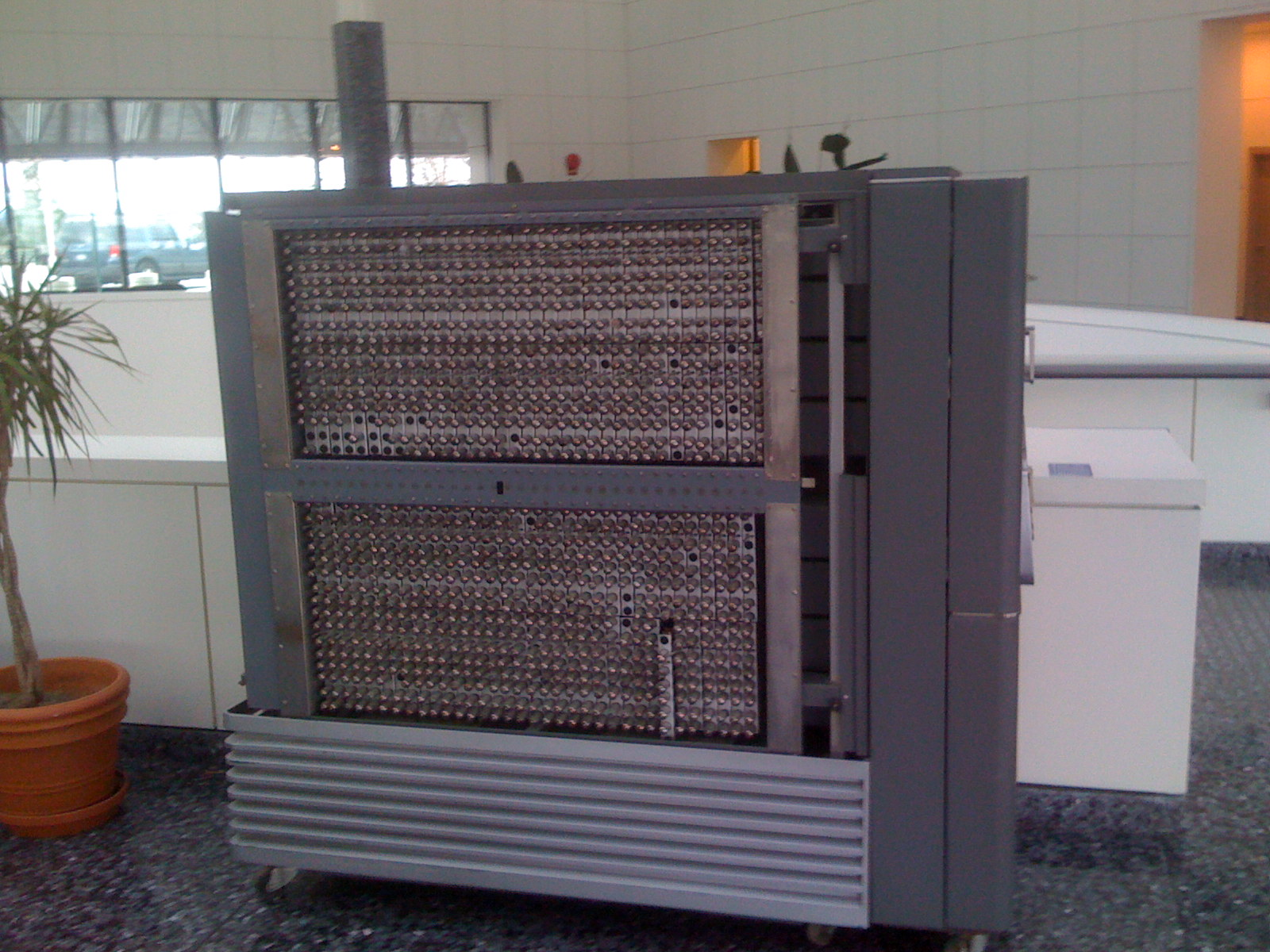
L’unité centrale d’un ordinateur IBM 701.

Au début de l'informatique, l'unité de traitement était l'élément le plus imposant d'un calculateur (machine à calculer) ou d'un ordinateur, il n'était pas possible de la confondre avec d'autres unités, c'était l'unité centrale de tous les systèmes d'information de l’époque. Dès lors, l'unité centrale et l'unité de traitement se confondaient.

### L'ère de la micro-informatique
C'est avec l'invention de la micro-informatique des années 1970 que le besoin de différencier l'ordinateur de son processeur devient nécessaire.
À cette époque, dans l'espace francophone, il arrive fréquemment que des confusions soient commises entre l'unité centrale (UC) et l'unité centrale de traitement (UCT). Il s'agit généralement d’amalgame dû à la proximité de certaines abréviations françaises et anglo-saxonnes avec le sigle UC comme le microcontrôleur (µc) ou l'unité de contrôle (UC) qui sont aussi des composants de l'unité centrale (UC).
Outre le fait qu'il puisse aujourd'hui y avoir plus d'une unité centrale de traitement (appareil informatique multiprocesseur ou à microprocesseur multi-cœur) dans une unité centrale, la quasi-totalité des systèmes embarqués, des postes et des terminaux informatiques est équipée d'une ou de plusieurs unités centrales de traitement auxiliaire depuis l'invention du premier microcontrôleur (l'Intel 4004) en 1971. L'unité centrale n'est alors plus un appareil informatique constitué d'un unique ordinateur, mais de plusieurs, ou l'unité centrale de traitement ne peut plus s'y confondre, car elle joue un rôle de chef d'orchestre en organisant le fonctionnement des différentes unités centrales de traitement auxiliaire (processeur graphique, processeur réseau, processeur physique, processeur de signal numérique, etc.) au sein même de l'unité centrale.
D'une manière plus pragmatique, il convient aujourd'hui de différencier l'unité centrale (UC) avec l'unité centrale de traitement (UCT), notamment lorsqu’il s'agit d'architecture parallèle, comme lorsque l'ordinateur est multiprocesseur, par exemple.

### L'unité centrale en tant que puce
Depuis les années 2000, la miniaturisation constante des composants qui constituent l'unité centrale a radicalement réduit les différences de taille qui subsistaient entre eux, ce qui a permis la fabrication de système sur une puce (SoC). Cette unité centrale miniature intègre un minimum d'interface de connexion externe. Elle possède généralement un système de refroidissement passif, sans toutefois intégrer l'alimentation, mais ces éléments, bien qu'indispensables au fonctionnement de l'ordinateur, ne sont pas totalement considérés comme devant faire partie de l'unité centrale. L'exemple typique est celui du smartphone, où l'unité centrale et l'appareil informatique fonctionnel tendent à ne faire plus qu'un.

## Architecture et composants
Comme pour l'unité centrale de traitement (UCT) qui est organisée selon une architecture de processeur bien définie, l'unité centrale respecte des standards ou des normes qui déterminent son architecture matérielle. Par exemple, on peut citer le compatible PC ou le Macintosh qui sont tous les deux des architectures d'unité centrale pour poste informatique bien connus du grand public.

### Châssis, boîtier et armoire d'ordinateur
Par extension, on nomme souvent « unité centrale » le boîtier (ou l'armoire) et son châssis qui intègrent : la carte mère, un système de refroidissement, le processeur, la mémoire vive, l'alimentation, mais aussi les périphériques internes (mémoires de masse tel que disque dur interne, DVD ROM, etc. ). Le châssis doit respecter des normes, notamment le facteur de forme de la carte mère. Cette unité est reliée à l'extérieur par des branchements et des voies d'insertion (disquettes, CD, DVD, etc. ).

### Mémoire centrale
Actuellement, la mémoire centrale se compose le plus souvent d'une mémoire principale (mémoire vive et mémoire morte), des caches et des registres du processeur. La mémoire centrale communique avec une mémoire de masse qui peut héberger notamment un système d'exploitation.

### Unité d'entrées-sorties
Les unités d’entrées-sorties permettent le transfert des informations entre l’unité centrale de traitement et les unités périphériques. Il existe plusieurs types d'unité d'entrées-sorties tels que le canal d'entrées-sorties (en), le bus informatique ou l'accès direct à la mémoire.